# Metachroma gundlachi
Metachroma gundlachi là một loài bọ cánh cứng trong họ Chrysomelidae. Loài này được Fernandez Garcia miêu tả khoa học năm 1998.